# Albert Pilát
Albert Pilát (ur. 2 listopada 1903 w Pradze, zm. 29 maja 1974 tamże) – czeski botanik i mykolog.

## Życiorys i praca naukowa
Albert Pilát pochodził z rodziny praskiego urzędnika. W 1922 roku rozpoczął studia na Uniwersytecie Karola. Był uczniem Josefa Velenovskýego. Był zbieraczem grzybów i członkiem Czeskiego Klubu Mykologicznego. Gdy klub ten zaczął wydawać czasopismo Mykologia, Pilát stał się jego najbardziej aktywnym współpracownikiem. Po ukończeniu studiów pracował na Uniwersytecie Karola jako asystent. W 1926 roku uzyskał doktorat, a w 1930 r. zatrudnił się w Muzeum Narodowym w Pradze jako asystent naukowy w dziale botanicznym. Powierzono mu zbadanie zielnika Augusty Corda. Sam też zaczął tworzyć własny zbiór eksykatów grzybów, wzbogacając go o zbiory zagranicznych mykologów i instytutów mykologicznych.
W lutym 1948 r. Pilát został szefem działu botanicznego Muzeum Narodowego. W 1965 r. utworzono osobny dział mykologiczny, a jego szefem został Pilát. Stał się on najważniejszym przedstawicielem czechosłowackiej nauki mykologicznej w Europie i na świecie. Działał także w Czechosłowackiej Akademii Nauk. W 1959 r. został jej członkiem korespondentem i członkiem rady redakcyjnej tworzonego w latach 1962–1967 przyrodniczego słownika naukowego.
Działał również w Czechosłowackim Klubie Mykologicznym, który w 1956 r. został przekształcony w Czechosłowackie Towarzystwo Naukowe Mykologii. Pilát był jego prezesem. Został też naczelnym redaktorem wydawanego przez to towarzystwo czasopisma „Česká mykologie”.
Zorganizował kilka wystaw świeżych grzybów w głównym budynku Muzeum Narodowego. Opracował dwie publikacje przeznaczone dla praktycznych zbieraczy grzybów. Był to atlas grzybów z ilustracjami Otto Ušáka, wykorzystywany również do celów edukacyjnych. Opublikowany został w 1952 r. i przetłumaczony na języki obce: słowacki, niemiecki, angielski i francuski.

## Inna działalność
Piłat był również alpinistą, zajmował się uprawą sadów, drzew i krzewów parkowych. Zainteresowanie roślinami uprawianymi w ogrodach i gospodarstwach domowych wykorzystał w artykułach opublikowanych w czasopiśmie „Živa”. Dużo podróżował, badał florę regionów i publikował relacje. Jego dziełem jest ponad 580 publikacji – książek i artykułów naukowych, również przekładanych na inne języki.
Opisał nowe gatunki grzybów. W nazwach naukowych utworzonych przez niego taksonów dodaje się cytat Pilát.